# Yolyn Am
Yolyn Am est une gorge étroite et profonde, située dans le massif Gurvan Saikhan Uul et le parc national de Gobi Gurvansaikhan, dans le sud de la Mongolie.
On y trouve un champ de glace pérenne de plusieurs kilomètres de long mais qui a récemment tendance à disparaître en septembre.